# Oostenrijkse parlementsverkiezingen 1959
De vijfde verkiezingen van de Nationalrat, het parlement van Oostenrijk, vonden op 10 mei 1959 plaats. De Sozialistische Partei Österreichs (SPÖ) van vice-kanselier Bruno Pittermann kreeg de meeste stemmen (44,78%), maar de Österreichische Volkspartei (ÖVP) van bondskanselier Julius Raab bleef met één zetel verschil (namelijk 79 tegen 78) de grootste in de Nationale Raad. (Een soortgelijke situatie deed zich ook al voor bij de verkiezingen van 1953 toen de SPÖ ook meer stemmen kreeg dan de ÖVP, maar de laatste partij toch meer zetels kreeg in het parlement.)
De Freiheitliche Partei Österreichs (FPÖ) van de voormalige SS-Obersturmfüher Friedrich Peter maakte een groei door: ten opzichte van 1956 boekte de partij twee zetels winst. De verkiezingen waren een grote nederlaag voor de Kommunistische Partei Österreichs (KPÖ) die al haar zetels in het parlement verloor.
| Voornaamste partijen die deelnamen aan de verkiezingen | Voornaamste partijen die deelnamen aan de verkiezingen | Voornaamste partijen die deelnamen aan de verkiezingen |
| Partijnaam                                             | Afkorting                                              | Ideologische richting                                  |
| ------------------------------------------------------ | ------------------------------------------------------ | ------------------------------------------------------ |
| Österreichische Volkspartei                            | ÖVP                                                    | christendemocratie, liberaal conservatisme             |
| Sozialistische Partei Österreichs                      | SPÖ                                                    | sociaaldemocratie, democratisch socialisme             |
| Kommunistische Partei Österreichs                      | KPÖ                                                    | marxisme-leninisme, communisme                         |
| Freiheitliche Partei Österreichs                       | FPÖ                                                    | liberaal conservatisme, nationaal liberalisme          |

## Uitslag
| Partijen                 | Partijen                                | Stemmen   | Percentage | Zetels | Verschil |
| ------------------------ | --------------------------------------- | --------- | ---------- | ------ | -------- |
|                          | Sozialistische Partei Österreichs (SPÖ) | 1.953.935 | 44,78%     | 78     | 4        |
|                          | Österreichische Volkspartei (ÖVP)       | 1.928.043 | 44,19%     | 79     | 3        |
|                          | Freiheitliche Partei Österreichs (FPÖ)  | 336.110   | 7,70%      | 8      | 2        |
|                          | Kommunisten und Linkssozialisetn (KuL)  | 142.578   | 3,27%      | 0      | 3        |
|                          | Bund demokratischer Sozialistena        | 2.190     | 0,05%      | —      | —        |
| (opkomst 94,21%)         | (opkomst 94,21%)                        | 4.424.658 | 100%       | 165    |          |
| a Afsplitsing van de SPÖ |                                         |           |            |        |          |

## Coalitievorming
De onderhandelingen voor de vorming van een nieuwe coalitie van ÖVP en SPÖ verliepen zeer moeizaam, zo moeizaam zelfs, dat Julius Raab zijn formatieopdracht dreigde terug te geven aan bondspresident Adolf Schärf. Uiteindelijk werd de impasse doorbroken door de socialist Pittermann naast het vice-kanselierschap te laten bekleedden, hem ook het beheer van de staatsbedrijven toe te kennen. Daarnaast gingen de christendemocraten akkoord met de benoeming van een socialistische minister van Buitenlandse Zaken, Bruno Kreisky. Al deze toegevingen van de zijde van de ÖVP waren noodzakelijk gezien de verkiezingswinst van de SPÖ. Op 16 juli 1959 werd het kabinet-Raab III door president Schärf ingezworen.

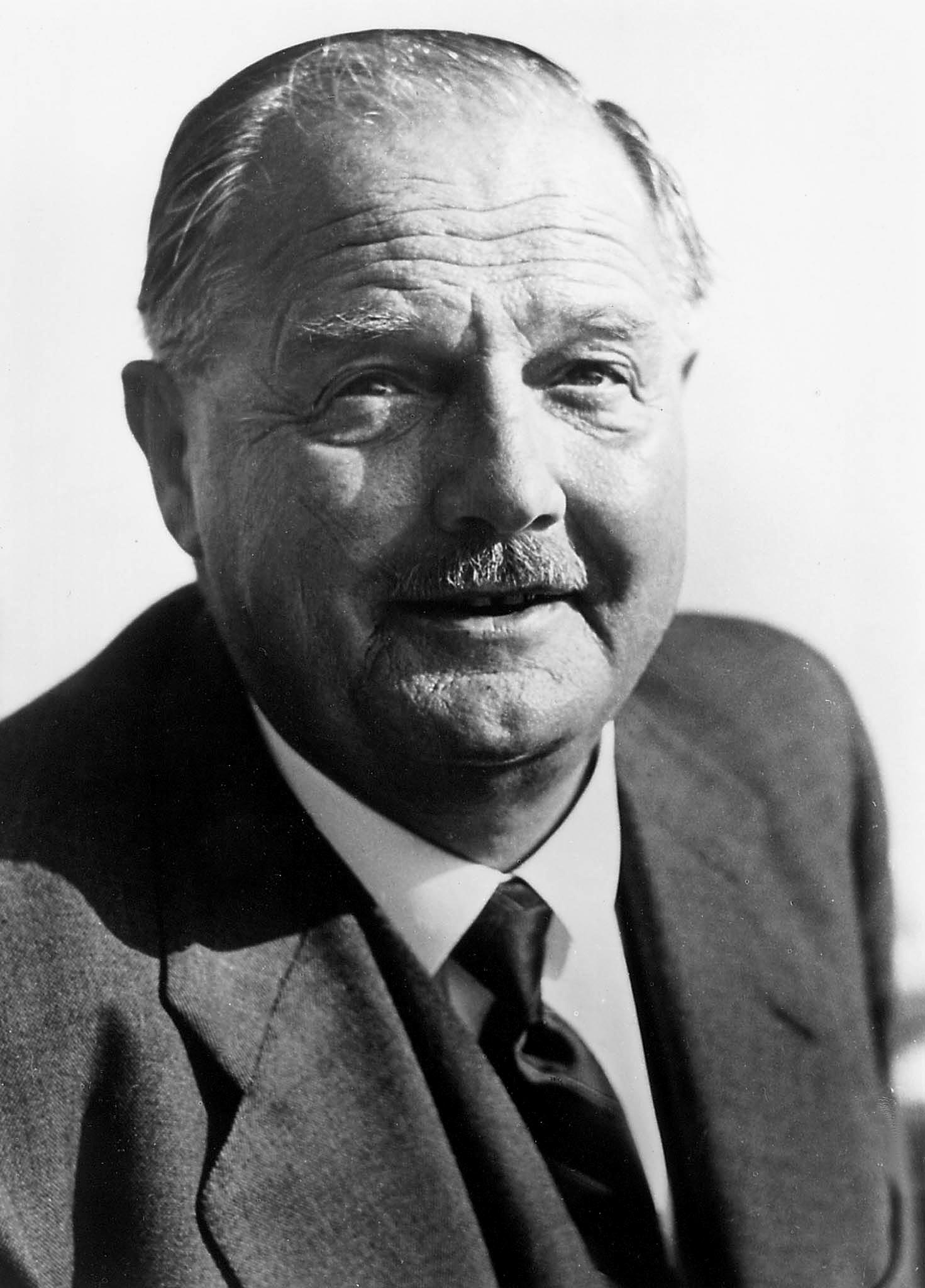
Bondskanselier Julius Raab (ÖVP)
Vice-kanselier Bruno Pittermann (SPÖ)